# Carleton (Michigan)
Carleton è un villaggio degli Stati Uniti d'America, situato nello Stato del Michigan, nella contea di Monroe.